# لشکر ۹۰ پیاده (ایالات متحده آمریکا)
لشکر ۹۰ پیاده (انگلیسی: 90th Infantry Division) لشکر پیاده‌نظام نیروی زمینی ایالات متحده آمریکا است، که در سال ۱۹۱۷ تأسیس شد. ستاد فرماندهی و پادگان لشکر ۹۰ در شهر سن آنتونیو قرار دارد.
لشکر ۹۰ پیاده واحدی از ارتش ایالات متحده بود که در جنگ جهانی اول و جنگ جهانی دوم خدمت کرد. امروزه یگان‌های این لشکر، تحت امر تیپ ۹۰ پشتیبانی به فعالیت ادامه می‌دهند.